# Hotel de lux
Hotel de lux é um filme de drama romeno de 1992 dirigido e escrito por Dan Pița. Foi selecionado como representante da Romênia à edição do Oscar 1993, organizada pela Academia de Artes e Ciências Cinematográficas.

## Elenco
- Irina Petrescu
- Ştefan Iordache
- Valentin Popescu